# Makoto Yonekura
Makoto Yonekura (Gunma, 28 december 1970) is een voormalig Japans voetballer.

## Carrière
Makoto Yonekura speelde tussen 1989 en 1998 voor NKK, Nagoya Grampus Eight en Cerezo Osaka.